# Cambiemos
Cambiemos (spanisch: „Lasst uns verändern“) war ein Wahlbündnis in Argentinien, welches für die Präsidentschaftswahlen 2015 gegründet wurde. Das Wahlbündnis wird zumeist als konservativ bzw. rechts-liberal eingeschätzt. Mit Mauricio Macri stellte das Wahlbündnis 2015 bis 2019 den argentinischen Präsidenten. Bei den Präsidentschaftswahlen 2019 erfolgte eine Neuaufstellung unter dem Namen Juntos por el Cambio (spanisch: „gemeinsam für den Wandel“). Das Bündnis unterlag allerdings den Herausforderern der Frente de Todos.

## Gründung und Präsidentschaftswahlen 2015
Im Januar 2015 gaben die Politikerin Elisa Carrió (CC-ARI) und der Bürgermeister von Buenos Aires, Mauricio Macri (Propuesta Republicana – PRO) bekannt, dass sie ein Wahlbündnis für die Präsidentschaftswahlen 2015 eingehen werden, um „eine wettbewerbsfähige Alternative zu den seit Jahrzehnten regierenden“ Peronisten anzubieten. Im März 2015 schloss sich die Unión Cívica Radical (UCR) dem Bündnis an. Weitere kleine Parteien folgten. Im Juni 2015 einigte man sich auf den Namen: „Cambiemos“ („Lasst uns verändern“).
Bei den Vorwahlen (PASO) setzte sich Mauricio Macri deutlich gegenüber dem UCR-Kandidaten Ernesto Sanz und der CC-ARI-Kandidatin Elisa Carrió durch. Somit wurde er gemeinsam mit seiner Vizepräsidentschaftskandidatin Gabriela Michetti für die Wahlen am 25. Oktober 2015 nominiert. Im ersten Wahlgang erhielt Cambiemos 34,15 % der Stimmen und wurde zweite Kraft hinter Daniel Scioli, der für das peronistische Wahlbündnis Frente para la Victoria von Amtsinhaberin Cristina Fernández de Kirchner antrat. Bei der anschließenden Stichwahl siegte Macri mit 51,34 % der Stimmen.

## Umbenennung in „Juntos por el Cambio“ 2019
Für die Präsidentschaftswahl 2019 erklärte Amtsinhaber Mauricio Macri, dass er für eine zweite Amtszeit kandidieren werde. Das Bündnis Cambiemos benannte sich in Juntos por el Cambio um und setzte sich weiterhin mehrheitlich aus denselben Bündnispartnern zusammen. Mit dem Vizepräsidentschaftskandidaten Miguel Ángel Pichetto band es zudem auch Vertreter der Justizialistischen Partei (PJ) an sich. Bei den Wahlen im Oktober 2019 erzielte das Duo Macri / Pichetto 40,37 % der Stimmen und unterlag dem Duo Alberto Fernández / Cristina Fernández de Kirchner (Frente de Todos; 48,10 %).
Nachdem Mauricio Macri seinen Verzicht für eine erneute Kandidatur erklärt hatte, entwickelte sich bei den Präsidentschaftswahlen 2023 zunächst ein parteiinterner Zweikampf zwischen Horacio Rodríguez Larreta und Patricia Bullrich um die Kandidatur, bei dem sich letztere durchsetzte. Nachdem Juntos por el Cambio in den Vorwahlen (PASO) noch mit 28,3 % auf dem zweiten Platz gelandet war, erreichte Bullrich im ersten Wahlgang mit knapp 24 % nur den dritten Platz und verfehlte damit die Stichwahl. Im Vorfeld der anschließenden Stichwahl zwischen Javier Milei (La Libertad Avanza) und Sergio Massa (Unión por la Patria) trafen sich Macri, Bullrich und weitere Vertraute der PRO mit Milei und dessen Umfeld. Sie vereinbarten eine Unterstützung für Milei im Gegenzug zu Ministerposten im Falle eines Wahlsiegs. Dieses Bündnis führte zu einer Kontroverse innerhalb von Juntos por el Cambio, da moderatere Teile um Rodríguez Larreta, die Coalición Cívica und Teile der Unión Cívica Radical nicht beteiligt wurden und diese Allianz auch nicht unterstützten.